# Rugby Club Aubenas Vals
Maillots
Actualités
Le Rugby Club Aubenas Vals est un club de rugby à XV français représentant les villes d'Aubenas et Vals-les-Bains situées dans le département de l'Ardèche en région Auvergne-Rhône-Alpes.
Le club évolue pour la saison 2023-2024 en Nationale 2.

## Histoire

### Arrivée du rugby à Aubenas (1906)

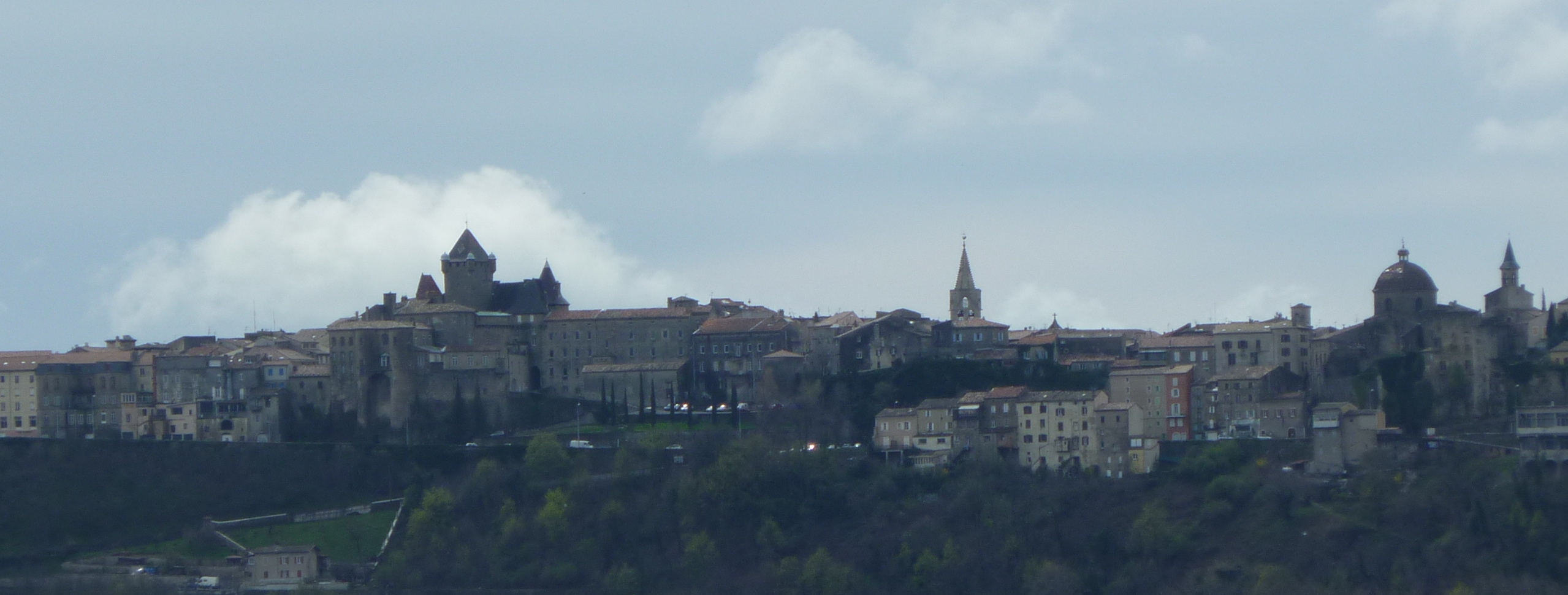
Les remparts d'Aubenas.

Le rugby existe à Aubenas depuis 1906 avec la présence du club du Sporting Club albenassien qui regroupe deux équipes, l’Églantine et l’Étoile. Du coup, lors du derby, jusqu’à 1 500 personnes se retrouvaient au stade. Par la suite, il ne resta qu’un seul club : Union sportive albenassienne qui, à la fin des années 1950, se retrouve en sommeil.

### Début du Rugby Club Aubenas Vals (1966)

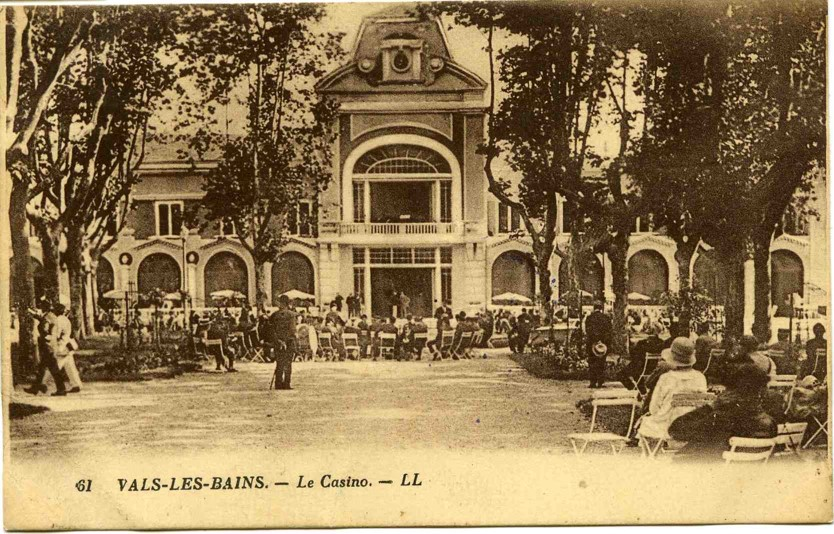
Vals-les-Bains au siècle dernier.

Il faudra attendre le printemps 1966 pour qu'Auguste Martin, épaulé par Albert Durand, décide de remettre le club sur les rails : le « Rugby Club Aubenas Vals » est né avec un président valsois et un autre albenassien, sans oublier tout ce que les deux villes jumelles ont en commun.
En 1967 le club joue en championnat des Alpes de 4e série et termine 1er en 1969 et accède alors à la 3e série.
Le RCAV monte en 2e série et termine Champions des Alpes en 1971.
Il monte en 3e division en 1978. Le club compte alors 166 licenciés.

### Accession à la deuxième division (1988)
Aubenas monte en 2e Division en 1988.

### Vainqueur du Challenge de l'Amitié (1994)
Aubenas s'impose en finale contre le SC Tulle (32-22).

### Accession à la Nationale 1 (1994)
Les albenassiens accèdent à la Nationale 1 en 1994.

### Champion de France de Nationale 1 (1999)
Le RCAV est champion de France de Nationale 1 et monte en Élite 2 (aujourd’hui dénommée PRO D2) en 1999.
Le club remporte le Championnat de Nationale 1 1999 contre le club phare du département du Tarn entre 1976 et 1989 le Sporting club graulhetois (25-24).
Composition de la finale en 1999:
1. Giraud  2.  Ouachem  3. Palisse
4. Fraysse  5. Levast
6. cunado  8. Reynet   7.  Martin
9. D. Fiard  10. Frandon
11. Pailharet  12. Dinale  13. Beysson  14. Maire
15. P-H. Fiard
C'est la découverte du rugby professionnel avec des rencontres de haut niveau comme Brive, Dax, Toulon, Béziers, Bayonne.
Pour sa première année en Élite 2 (1999-2000), l’équipe confirme sa progression en terminant 5e et fait ainsi partie de la 2e Division Professionnelle comportant 12 clubs dont Toulon, le Racing Club de France, Montauban, Rumilly, Bayonne.
En fin de saison, le troisième ligne Rémy Martin part pour le Stade montois.
En 2001 le club termine 4e ex æquo du Championnat après un match nul à Montpellier lors du dernier match et loupe de peu les demi-finales d'accession au Top 16, puis seulement 11e place en 2002 après une victoire contre Périgueux lors du dernier match.

### Rétrogradation en Fédérale 1 (2003)
Le RCAV est rétrogradé en Fédérale 1 en 2003.
Il se qualifie en 2004 pour les phases finales, puis se fait éliminer par Tours en 1/8 ème de finale.
Idem en 2005, Aubenas se fait éliminer par Colomiers en 8e de finale, le futur champion de l'épreuve.
En 2006 le club s'incline en 1/4 de finale contre Marmande.

### Rétrogradation en Fédérale 2 (2011)
Le RCAV est rétrogradé en Fédérale 2 en 2011.

### Remonté en Fédérale 1 (2012)

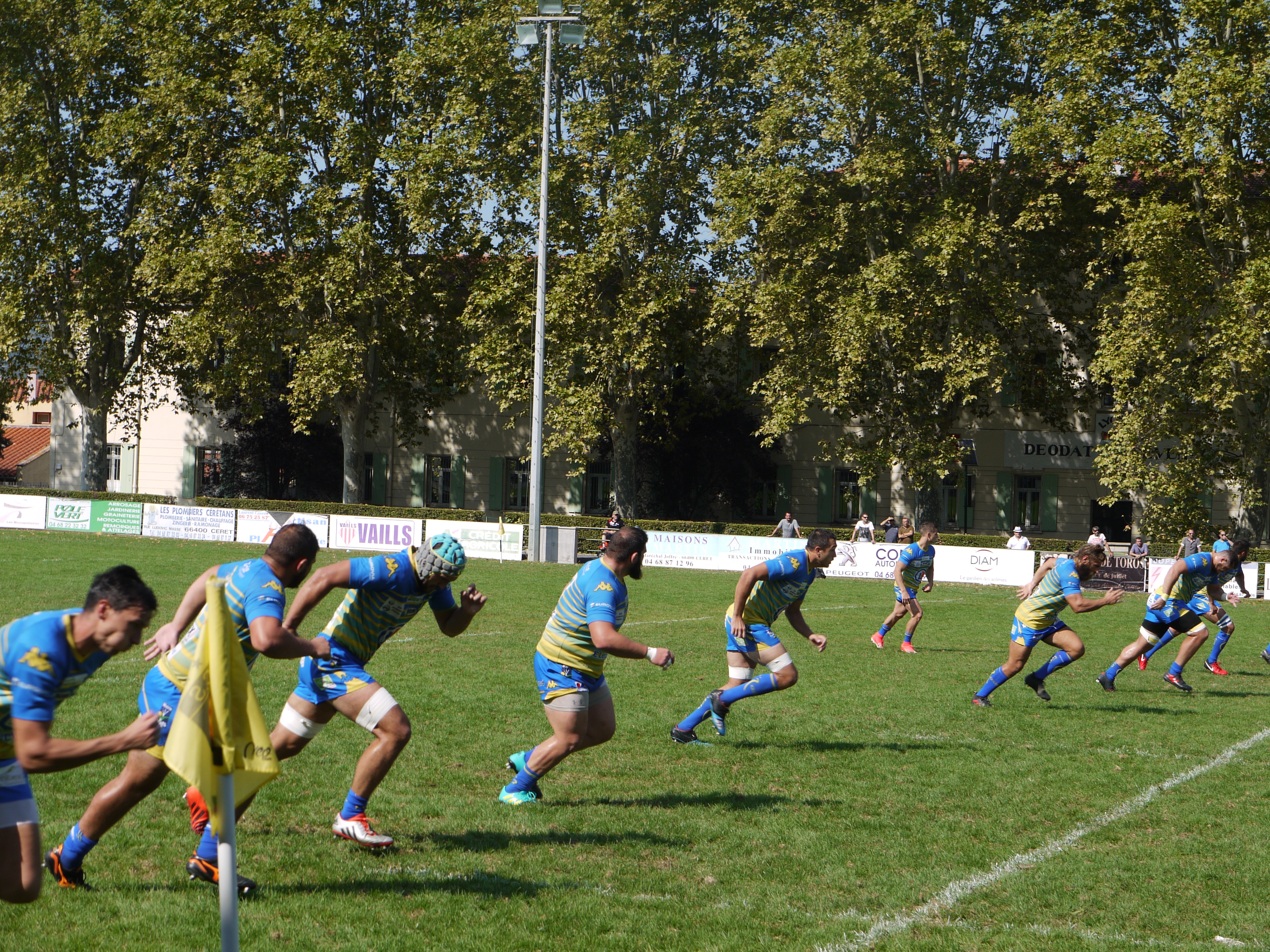
Le RC Aubenas Vals en 2018.

Il remonte immédiatement l'année suivante.
Christian Manant devient le nouveau président en 2013 et Marc Raynaud est nommé manager sportif.
L’équipe finit premier de poule ex æquo avec Mâcon en 2014 et se qualifie pour les ¼ de finale du championnat battue par Montauban (matchs aller/retour) le futur Champion de France.
De nouveau le RCAV échoue en ¼ de finale en 2015, qualifié à deux minutes de la fin du match, un essai d'Aix en Provence prive le club d'une demi-finale.
Avec l'arrivée d'Alexandre Audebert en tant que consultant pour les avants en 2016-2017, le RCAV échoue à Chambéry pour une place en phase finale d'accès à la Pro D2.
En 2018 le RCAV termine par une victoire bonifiée contre le VRDR qui sauve le club des play-downs et s'incline l'année suivante en challenge du Manoir dès les 1/8émes face à Chambéry.

### Arrêt de la Fédérale 1 à cause de la pandémie de Covid-19 (2020)
Pendant la saison 2019-2020, la Fédérale 1 est interrompue fin mars 2020 à cause de la pandémie de Covid-19 en France,. Le RCAV quatrième de sa poule derrière le Stade niçois ne peut pas jouer les phases finales.

### Intégration au championnat de France Nationale (2020)
Lors de la saison 2020-2021, le RCAV intègre le nouveau championnat de France de Nationale.

### Relégation en Nationale 2 (2022)
En 2022, le RCAV est relégué dans le nouveau championnat de Nationale 2.
Aubenas Vals recrute notamment les fidjiens Saimone Qeleca et Metuisela Talebula.
Il se qualifie finalement pour les barrages où il est éliminé par le RC Auch 20-19.

## Identité visuelle

### Logo

Évolution du logo
Ancien logo.
Ancien logo.
Logo actuel.

## Personnalités du club

### Joueurs emblématiques
- Vincent Reynet

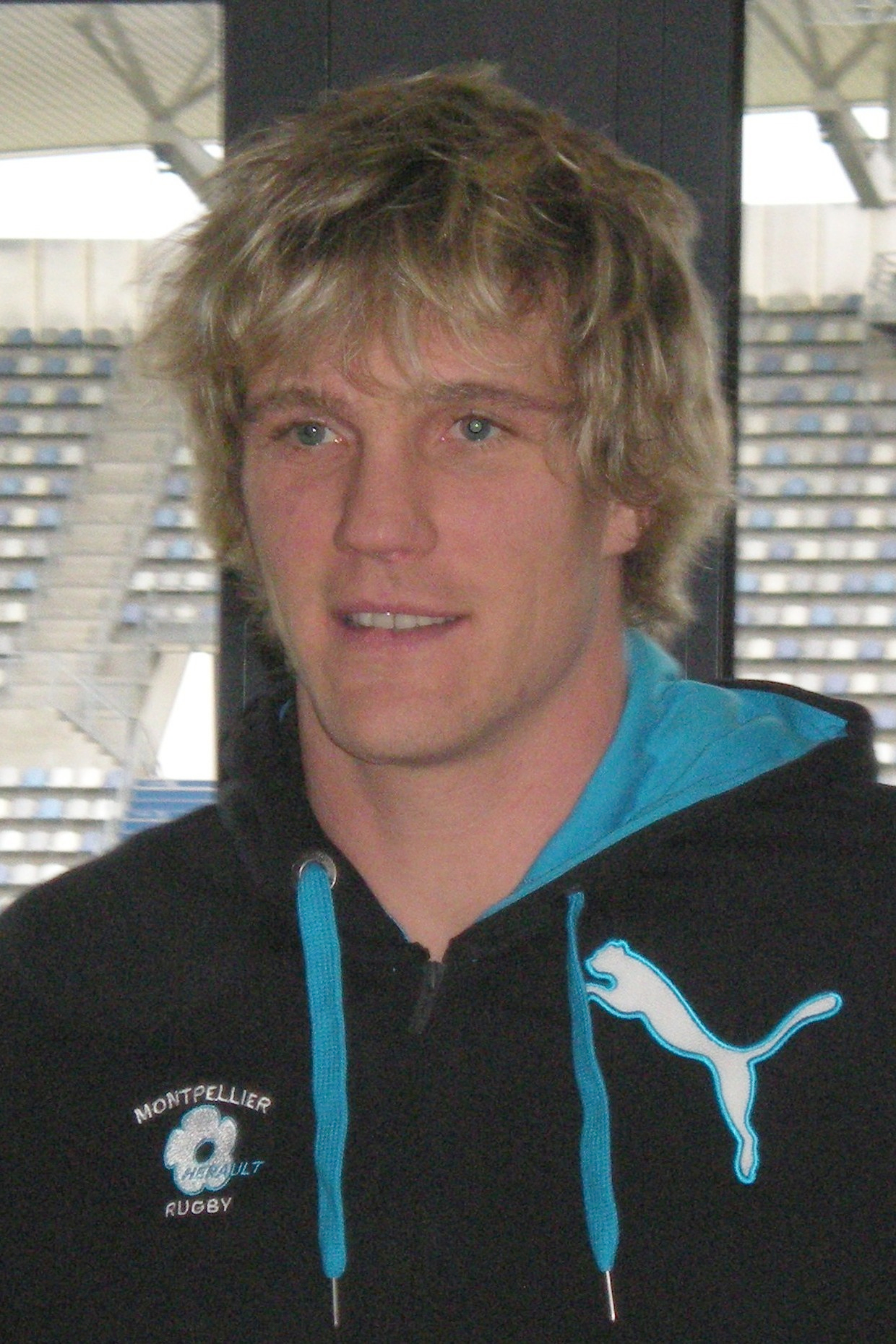
Rémy Martin
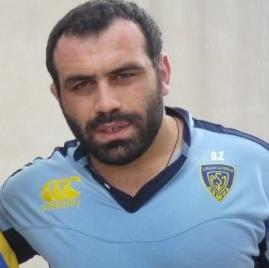
Davit Zirakashvili
- Camille Levast
- François Chatron
- Stéphane Bohn
- Marc Frandon
- Damien Fiard
- Pierre-Henri Fiard
- Grégory Maire
- Stéphane Garand
- David Ducoin
- Christophe Roux
- Jean-Michel Bertrand
- Jérôme Bertrand
- Cédric Chaubeau
- Jérôme Morante
- Manuel Cascarra
- Jérôme Dinale
- Nicolas Bruzy
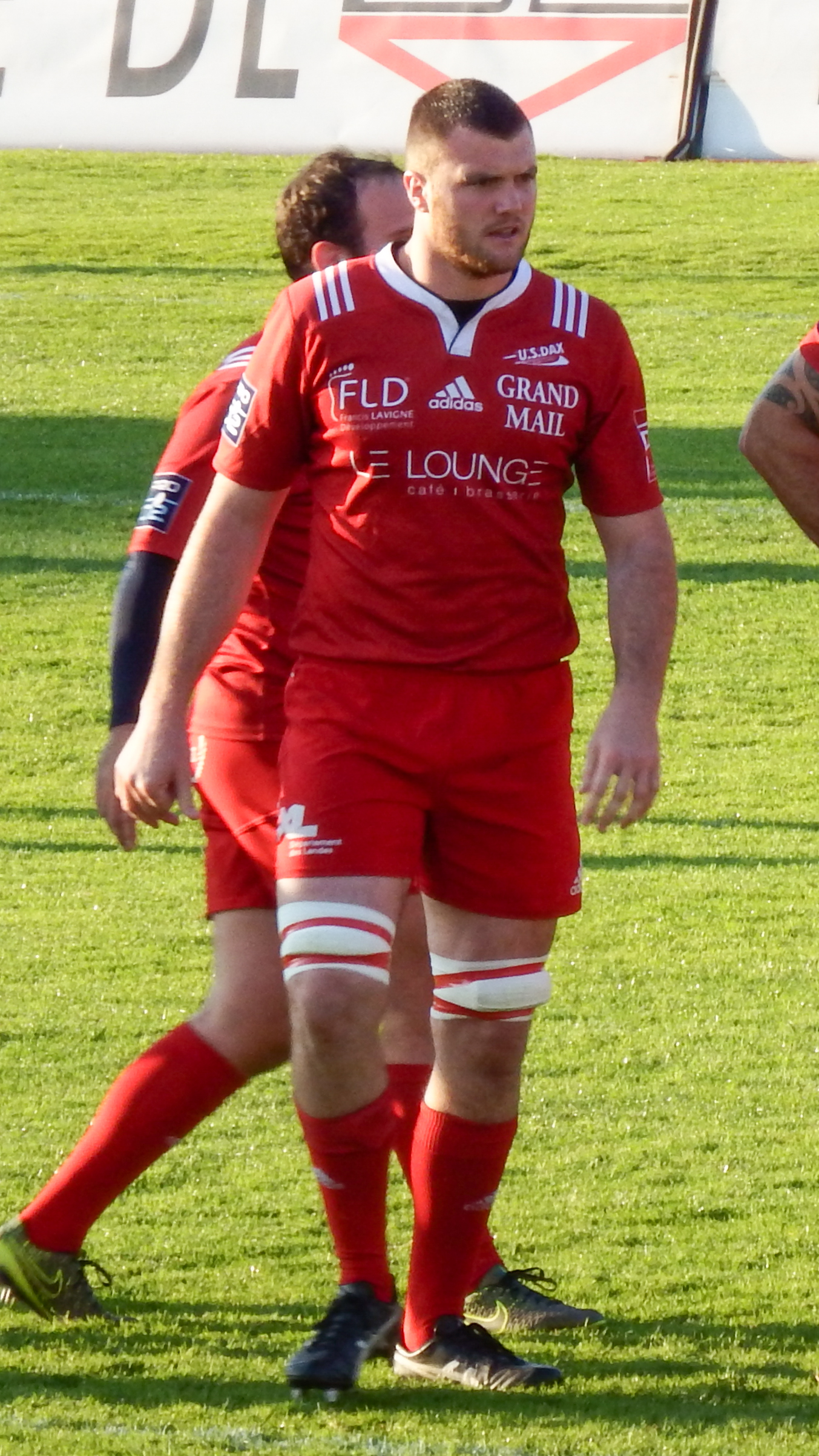
Thomas Ceyte
- Christian Erasmus

- Rémy Martin
- Davit Zirakashvili
- Thomas Ceyte

### Effectif 2020-2021
| Nom                 | Poste            | Nationalité sportive |
| ------------------- | ---------------- | -------------------- |
| Alexandre Ferrier   | Pilier           | France               |
| Mathis Arnaud       | Pilier           | France               |
| Thibault De Sousa   | Pilier           | France & Portugal    |
| Thimothé Leman      | Pilier           | France               |
| Guillaume Guarese   | Pilier           | France               |
| Paul Sauzaret       | Talonneur        | France               |
| Christopher Besson  | Talonneur        | France               |
| Wesley Kotze        | Deuxième ligne   | Afrique du Sud       |
| Enzo De Buyzer      | Deuxième ligne   | France               |
| Jesse Fulachier     | Deuxième ligne   | France               |
| Yoan Gaune          | Deuxième ligne   | France               |
| Thibaud Migheli     | Deuxième ligne   | France               |
| Vincent Guetat      | Troisième ligne  | France               |
| Axel Bruchet        | Troisième ligne  | France               |
| Maxime Cebe         | Troisième ligne  | France               |
| Thibault Domenech   | Troisième ligne  | France               |
| Jim Naikadawa       | Troisième ligne  | Fidji                |
| Kevin Chaudouard    | Troisième ligne  | France               |
| Étienne Sylvestre   | Troisième ligne  | France               |
| Thomas Lacroix      | Demi de mêlée    | France               |
| Guillaume Manevy    | Demi de mêlée    | France               |
| Antoine Gorgeons    | Demi de mêlée    | France               |
| Florian Lavaux      | Demi d'ouverture | France               |
| Julien Hervouet     | Demi d'ouverture | France               |
| Cyrille Andreu      | Centre           | France               |
| Theo Roche          | Centre           | France               |
| Mickael Blanc       | Centre           | France               |
| Rémi Verot          | Centre           | France               |
| Jason Mafutuna      | Ailier           | France               |
| Bastien Guerville   | Ailier           | France               |
| Thimothé Hauw       | Ailier           | France               |
| Thibault Charousset | Ailier           | France               |
| Vincent Alessi      | Ailier           | France               |
| Gurvan Pécheux      | Arrière          | France               |
| Christian Erasmus   | Arrière          | Afrique du Sud       |

### Staff sportif 2022-2023
- Ludovic Mercier (arrières)
- Jharay Russell (avants)

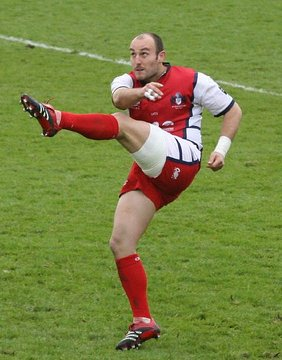
Ludovic Mercier

## Palmarès
| Compétitions nationales                                                                               | Compétitions jeunes |
| - Championnat de Nationale 1 : - Champion (1) : 1999 - Challenge de l'Amitié : - Vainqueur (1) : 1994 | - Championnat de France Reichel B : - Vice-champion (1) : 2008 - Vainqueur du Challenge de France Espoirs Nationaux 2023 |

### Les finales du club
| Compétition                | Date de la finale | Vainqueur       | Score   | Finaliste   | Lieu de la finale             |
| -------------------------- | ----------------- | --------------- | ------- | ----------- | ----------------------------- |
| Championnat de Nationale 1 | 1999              | RC Aubenas Vals | 25 – 24 | SC Graulhet | Stade Nicolas-Kaufmann, Nîmes |
| Challenge de l'Amitié      | 1994              | RC Aubenas Vals | 32 – 22 | SC Tulle    |                               |

## Infrastructures

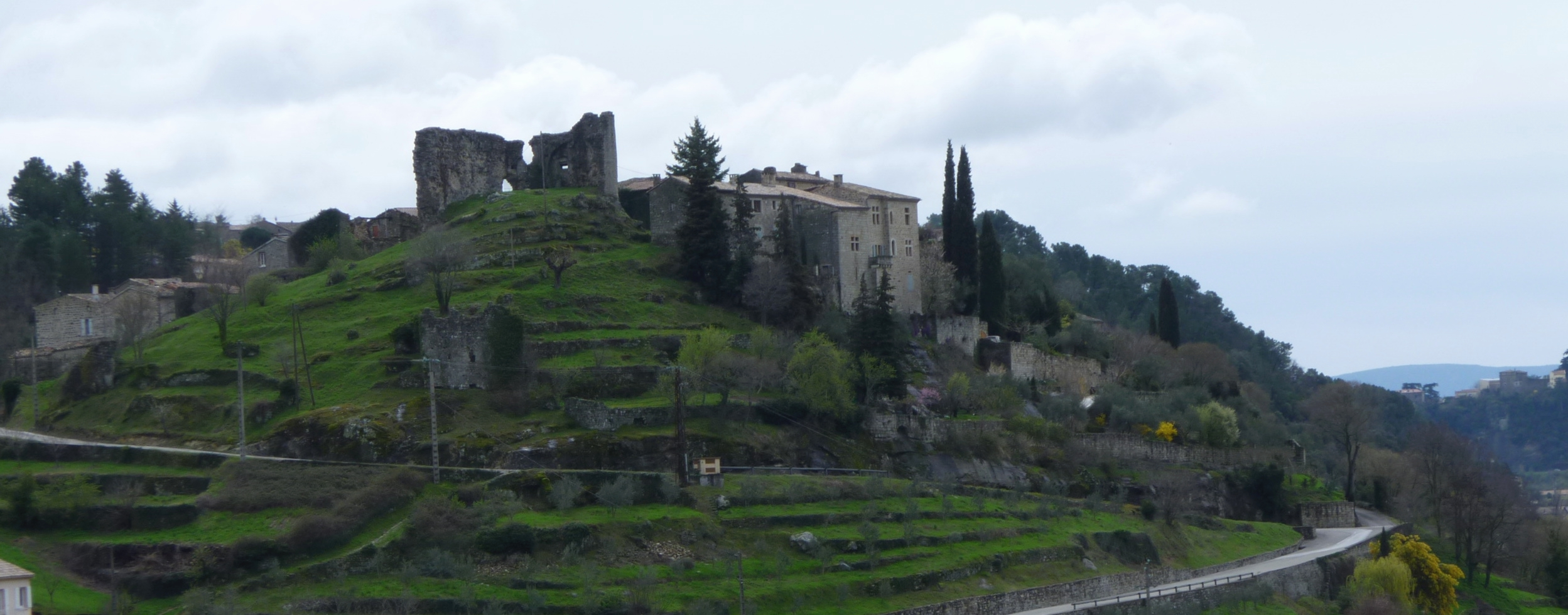
Château d'Ucel

Le RCAV joue à domicile au Stade Georges Marquand qui compte 1600 places en tribune.
C'est un stade situé sur la commune d'Ucel entre Aubenas au sud-est et Vals-les-Bains au nord-ouest.